# باتلينج باتلر
باتلينج باتلر (بالإنجليزية: Battling Butler) هو فيلم كوميدي أمريكي صامت أُنتج في سنة 1926 من بطولة وإخراج باستر كيتون.

## طاقم التمثيل
- باستر كيتون - ألفريد باتلر
- سنيتذ إدواردز - خادم ألفريد
- سالي أونيل - فتاة الجبل
- والتر جيمس - والد الفتاة
- بود فاين - شقيق الفتاة
- فرانسيس ماكدونالد - ألفريد «باتلينج» باتلر
- ماري أوبراين - زوجة باتلر
- توم ويلسون - مدرب باتلر
- إيدي بوردين - مدير أعمال باتلر

## وصلات خارجية
- باتلينج باتلر على موقع IMDb (الإنجليزية)
- باتلينج باتلر على موقع روتن توميتوز (الإنجليزية)
- باتلينج باتلر على موقع نتفليكس (الإنجليزية)
- باتلينج باتلر على موقع ألو سيني (الفرنسية)
- باتلينج باتلر على موقع Turner Classic Movies (الإنجليزية)
- باتلينج باتلر على موقع أول موفي (الإنجليزية)
- باتلينج باتلر على موقع فيلمافينيتي (الإسبانية)
- باتلينج باتلر على موقع قاعدة بيانات الفيلم (الإنجليزية)
- باتلينج باتلر على موقع ليتربوكسد (الإنجليزية)
- باتلينج باتلر على موقع كينوبويسك (الروسية)